# Tony Oliver
Rafael Antonio Olivier (San Juan, Puerto Rico, 12 de mayo de 1958), más conocido como Tony Oliver es un actor de doblaje puertorriqueño de nacionalidad estadounidense. Es reconocido por dar voz a Rick Hunter en Robotech y Arsène Lupin III en Lupin III. Ayudó a producir los shows de acción en vivo como Power Rangers y VR Troopers.

## Filmografía

### Series de televisión
- Mighty Morphin Power Rangers - Saba
- NFL Rush Zone - Charger
- Power Rangers en el espacio - Frightwing
- Power Rangers Time Force - Klawlox
- Power Rangers Wild Force - Signal Org
- VR Troopers - Dice
- Walker, Texas Ranger - Cantante

### Cine
- Rusty: A Dog's Tale - Rebel-Perro
- Robotech: The Shadow Chronicles[5] - Rick Hunter

### Documental
- Adventures in Voice Acting - Él mismo